# Geestmermeer
Het Geestmermeer (Fries en officieel: Geastmer Mar) is een klein meer nabij de Friese stad Dokkum, die in de Nederlandse gemeente Noardeast-Fryslân ligt.
Het Geestmermeer, een natuurgebied dat vroeger het Dokkumermeer werd genoemd, ligt direct ten zuidwesten van Dokkum aan de Woudvaart. De naam van het natuurgebied werd in 2007 officieel gewijzigd in Geastmer Mar.
In het gebied stond de in 1968 gebouwde poldermolen De Marmeermin, die geplaatst werd om vanuit de Woudvaart water in het Geestmermeer te malen, maar die in 2008 niet meer als zodanig dienstdeed.